# Karl Dedecius
Karl Dedecius, född 20 maj 1921 i Łódź i Polen, död 26 februari 2016 i Frankfurt, var en tysk översättare av polsk- och ryskspråkig litteratur.

## Biografi
Karl Dedecius föddes i polska Łódź som då var en multikulturell stad, bebodd av både polacker och invandrare från bland annat Tyskland. Hans föräldrar var födda i Tyskland. Han tog studenten från en gymnasieskola i födelseorten 1939, kort före andra världskrigets utbrott. Under kriget inkallades han, som tysk medborgare, först till Reichsarbeitsdienst och sedan till Wehrmacht. Han skickades till östfronten där han togs som krigsfånge av sovjeterna. Under de fem åren han tillbringade i ett arbetsläger lärde han sig ryska.
Efter krigets slut och kortare vistelser i Thüringen och Västberlin flyttade han slutligen till Frankfurt am Main där han erhöll anställning på försäkringsbolaget Allianz Versicherung; han arbetade där fram till firmans nedläggning 1978.

## Verksamhet
Karl Dedecius påbörjade sin översättarverksamhet under tiden han arbetade som försäkringsagent. I bokform debuterade han 1959 med en antologi av polsk lyrik, Lektion der Stille. Den fick positiva omdömen av kritiker och bidrog väsentligt till att väcka intresse för polsk litteratur i Tyskland.
Sammanlagt översatte Dedecius texter av över tre hundra författare och poeter, bland andra Adam Mickiewicz, Tadeusz Różewicz och nobelpristagarna Czesław Miłosz och Wisława Szymborska. Han publicerade också verk om översättning, om tysk-polska förhållanden och om polsk kultur, inklusive Panorama der polnischen Literatur des 20. Jahrhunderts, ett översiktsverk i sju band om polsk litteraturhistoria. För att vidare främja samarbete och kulturutbyte mellan Tyskland och Polen grundade han 1980 i Darmstadt Deutsches Polen-Institut, Polska institutet i Tyskland.
År 2002 instiftades ett pris till Dedecius ära, Karl-Dedecius-Preis, som delas ut till framstående skönlitterära översättare från tyska till polska och från polska till tyska.

## Priser och utmärkelser
- Johann-Heinrich-Voß-Preis für Übersetzung 1967
- Christoph-Martin-Wieland-Übersetzerpreis 1985
- Hessischer Kulturpreis 1986
- Friedenspreis des Deutschen Buchhandels 1990
- Samuel-Bogumil-Linde-Preis 1997
- Vita örns orden 2003
- Kulturpreis Schlesien des Landes Niedersachsen 2004
- Deutscher Nationalpreis 2010